# Cladocolea nitida
Cladocolea nitida là một loài thực vật có hoa trong họ Loranthaceae. Loài này được Kuijt mô tả khoa học đầu tiên năm 2003.